# Драфт НБА 2019 года
Драфт НБА 2019 года прошёл 20 июня 2019 года, в спортивном комплексе «Барклайс-центр» в Бруклинe. Команды НБА выбирали баскетболистов-любителей из университетов США, а также других кандидатов, официально зарегистрированных для участия в драфте, в том числе иностранцев. Трансляцию осуществляли ESPN и «Yahoo Sports». Этот драфт стал первым, в котором была представлена новая взвешенная система лотереи, в которой три худшие команды прошлого сезона имели по 14 % шансов на выигрыш в лотерее. Этими командами стали «Нью-Йорк Никс», «Кливленд Кавальерс» и «Финикс Санз». Лотерея состоялась 14 мая во время плей-офф НБА. Три из четырёх команд, которые получили первые четыре драфт-пика в этом году, поднялись по крайней мере на шесть мест в лотерее, включая «Нью-Орлеан Пеликанс», которые выиграли с 6-процентным коэффициентом.
Под первым номером драфта «Нью-Орлеаном» был выбран Зайон Уильямсон из Университета Дьюка.

## Драфт
| РЗ | Разыгрывающий защитник | АЗ | Атакующий защитник | ЛФ | Лёгкий форвард | ТФ | Тяжёлый форвард | Ц | Центровой |

|  | Игроки, выбранные в Зал славы баскетбола                   |
|  | Участники Матча всех звёзд и игроки сборной всех звёзд НБА |
|  | Участники Матча всех звёзд                                 |
|  | Игроки сборной всех звёзд                                  |
|  | Баскетболисты, не игравшие в НБА                           |

| Раунд | Пик | Игрок                   | Позиция | Страна        | Клуб                                                                                          | Колледж/Школа/команда               |
| ----- | --- | ----------------------- | ------- | ------------- | --------------------------------------------------------------------------------------------- | ----------------------------------- |
| 1     | 1   | Зайон Уильямсон         | ТФ      | США           | Нью-Орлеан Пеликанс                                                                           | Дьюк (1-й курс)                     |
| 1     | 2   | Джа Морант              | РЗ      | США           | Мемфис Гриззлис                                                                               | Мюррей Стэйт (2-й курс)             |
| 1     | 3   | Ар Джей Барретт         | АЗ/ЛФ   | Канада        | Нью-Йорк Никс                                                                                 | Дьюк (1-й курс)                     |
| 1     | 4   | Де’Андре Хантер         | ЛФ      | США           | Лос-Анджелес Лейкерс (обменян в Атланту через Нью-Орлеан)                                     | Виргиния (2-й курс)                 |
| 1     | 5   | Дариус Гарленд          | РЗ      | США           | Кливленд Кавальерс                                                                            | Вандербильт (1-й курс)              |
| 1     | 6   | Джарретт Калвер         | АЗ      | США           | Финикс Санз (обменян в Миннесоту)                                                             | Техас Тек (2-й курс)                |
| 1     | 7   | Коби Уайт               | РЗ      | США           | Чикаго Буллз                                                                                  | Северная Каролина (1-й курс)        |
| 1     | 8   | Джексон Хейз            | Ц       | США           | Атланта Хокс (обменян в Нью-Орлеан)                                                           | Техас (1-й курс)                    |
| 1     | 9   | Руй Хатимура            | ТФ      | Япония        | Вашингтон Уизардс                                                                             | Гонзага (3-й курс)                  |
| 1     | 10  | Кэм Реддиш              | ЛФ      | США           | Атланта Хокс (из Далласа)                                                                     | Дьюк (1-й курс)                     |
| 1     | 11  | Кэмерон Джонсон         | РЗ      | США           | Миннесота Тимбервулвз (обменян в Финикс)                                                      | Северная Каролина (4-й курс)        |
| 1     | 12  | Пи Джей Вашингтон       | ТФ      | США           | Шарлотт Хорнетс                                                                               | Кентукки (2-й курс)                 |
| 1     | 13  | Тайлер Хирро            | АЗ      | США           | Майами Хит                                                                                    | Кентукки (3-й курс)                 |
| 1     | 14  | Ромео Лэнгфорд          | АЗ      | США           | Бостон Селтикс (из Сакраменто через Филадельфию)                                              | Индиана (1-й курс)                  |
| 1     | 15  | Секу Думбуя             | ТФ      | Франция       | Детройт Пистонс                                                                               | Лимож (Франция)                     |
| 1     | 16  | Чума Океке              | ТФ      | США           | Орландо Мэджик                                                                                | Оберн (2-й курс)                    |
| 1     | 17  | Никейл Александер-Уокер | АЗ      | Канада        | Бруклин Нетс (обменян в Нью-Орлеан через Атланту)                                             | Виргиния Тек (2-й курс)             |
| 1     | 18  | Гога Битадзе            | Ц       | Грузия        | Индиана Пэйсерс                                                                               | Мега Бемакс (Сербия)                |
| 1     | 19  | Лука Шаманич            | ТФ      | Хорватия      | Сан-Антонио Спёрс                                                                             | Олимпия (Словения)                  |
| 1     | 20  | Матисс Тайбулл          | ЛФ      | США           | Бостон Селтикс (из Клипперс через Мемфис, обменян в Филадельфию)                              | Вашингтон (4-й курс)                |
| 1     | 21  | Брэндон Кларк           | ТФ      | Канада        | Оклахома-Сити Тандер (обменян в Мемфис)                                                       | Гонзага (3-й курс)                  |
| 1     | 22  | Грант Уильямс           | ТФ      | США           | Бостон Селтикс                                                                                | Теннесси (3-й курс)                 |
| 1     | 23  | Дариус Бэйзли           | ЛФ      | США           | Юта Джаз (обменян в Оклахома-Сити через Мемфис)                                               | Принстон (Средняя школа, Шаронвилл) |
| 1     | 24  | Тай Джером              | РЗ      | США           | Филадельфия 76 (обменян в Финикс через Бостон)                                                | Виргиния (3-й курс)                 |
| 1     | 25  | Нассир Литтл            | ЛФ      | США           | Портленд Трэйл Блэйзерс                                                                       | Северная Каролина (1-й курс)        |
| 1     | 26  | Дилан Уиндлер           | ЛФ      | США           | Кливленд Кавальерс (из Хьюстона)                                                              | Бельмонт (4-й курс)                 |
| 1     | 27  | Мфионду Кабенгеле       | Ц       | Канада        | Бруклин Нетс (из Денвера, обменян в Клипперс)                                                 | Флорида Стэйт (2-й курс)            |
| 1     | 28  | Джордан Пул             | АЗ      | США           | Голден Стэйт Уорриорз                                                                         | Мичиган (2-й курс)                  |
| 1     | 29  | Келдон Джонсон          | ЛФ      | США           | Сан-Антонио Спёрс (из Торонто)                                                                | Кентукки (1-й курс)                 |
| 1     | 30  | Кевин Портер, мл.       | АЗ      | США           | Милуоки Бакс (обменян в Кливленд через Детройт)                                               | УЮК (1-й курс)                      |
| 2     | 31  | Николас Клэкстон        | ТФ      | Виргины (США) | Бруклин Нетс (из Нью-Йорка через Филадельфию)                                                 | Джорджия (2-й курс)                 |
| 2     | 32  | Кей Зи Окпала           | ЛФ      | США           | Финикс Санз (обменян в Майами через Индиану)                                                  | Стэнфорд (2-й курс)                 |
| 2     | 33  | Карсен Эдвардс          | РЗ      | США           | Филадельфия 76 (из Кливленда через Нью-Йорк и Орландо, обменян в Бостон Селтикс)              | Пердью (3-й курс)                   |
| 2     | 34  | Бруно Фернандо          | Ц       | Ангола        | Филадельфия 76 (из Чикаго через Лейкерс, обменян в Атланту)                                   | Мэриленд (2-й курс)                 |
| 2     | 35  | Диди Лозада             | ЛФ      | Бразилия      | Атланта Хокс (обменян в Нью-Орлеан)                                                           | Франка (Бразилия)                   |
| 2     | 36  | Коди Мартин             | ЛФ      | США           | Шарлотт Хорнетс (из Вашингтона через Атланту, Денвер и Орландо)                               | Невада (4-й курс)                   |
| 2     | 37  | Дейвидас Сирвидис       | ЛФ      | Литва         | Даллас Маверикс (обменян в Детройт)                                                           | Ритас (Литва)                       |
| 2     | 38  | Дэниэл Гэффорд          | Ц       | США           | Чикаго Буллз (из Мемфиса)                                                                     | Арканзас (2-й курс)                 |
| 2     | 39  | Ален Смаилагич          | Ц       | Сербия        | Нью-Орлеан Пеликанс (обменян в Голден Стэйт)                                                  | Санта-Круз Уорриорз (Джи-Лига)      |
| 2     | 40  | Джастин Джеймс          | АЗ      | США           | Сакраменто Кингз (из Миннесоты через Кливленд и Портленд)                                     | Вайоминг (4-й курс)                 |
| 2     | 41  | Эрик Паскалл            | ТФ      | США           | Голден Стэйт Уорриорз (из Лейкерс через Индиану, Кливленд и Атланту)                          | Вилланова (4-й курс)                |
| 2     | 42  | Адмирал Скофилд         | ЛФ      | США           | Филадельфия 76 (из Сакраменто через Милуоки и Бруклин, обменян в Вашингтон)                   | Теннесси (4-й курс)                 |
| 2     | 43  | Джейлен Науэлл          | ЛФ      | США           | Миннесота Тимбервулвз (из Майами через Шарлотт)                                               | Вашингтон (2-й курс)                |
| 2     | 44  | Бол Бол                 | Ц       | США           | Майами Хит (из Шарлотт через Атланту, обменян в Денвер)                                       | Орегон (1-й курс)                   |
| 2     | 45  | Айзея Роби              | ЛФ      | США           | Детройт Пистонс (из Детройта через Оклахома-Сити и Бостон, обменян в Даллас Маверикс)         | Небраска (4-й курс)                 |
| 2     | 46  | Тэйлен Хортон-Такер     | ЛФ      | США           | Орландо Мэджик (из Бруклина через Шарлотт и Мемфис, обменян в Лейкерс)                        | Айова Стэйт (1-й курс)              |
| 2     | 47  | Игнас Браздейкис        | ЛФ      | Канада        | Сакраменто Кингз (из Орландо через Нью-Йорк, обменян в Нью-Йорк)                              | Мичиган (1-й курс)                  |
| 2     | 48  | Теренс Мэнн             | ЛФ      | США           | Лос-Анджелес Клипперс                                                                         | Флорида Стэйт (4-й курс)            |
| 2     | 49  | Куинндари Уизерспун     | АЗ      | США           | Сан-Антонио Спёрс                                                                             | Миссисипи Стэйт (4-й курс)          |
| 2     | 50  | Джаррелл Брэнтли        | ЛФ      | США           | Индиана Пэйсерс (обменян в Юту)                                                               | Чарлстон (4-й курс)                 |
| 2     | 51  | Тремонт Уотерс          | РЗ      | США           | Бостон Селтикс                                                                                | ЛСЮ (2-й курс)                      |
| 2     | 52  | Джейлен МакДэниелс      | ТФ      | США           | Шарлотт Хорнетс (из Оклахома-Сити)                                                            | Сан-Диего Стэйт (2-й курс)          |
| 2     | 53  | Джастин Райт-Форман     | РЗ      | США           | Юта Джаз                                                                                      | Хофстра (4-й курс)                  |
| 2     | 54  | Мариал Шайок            | АЗ      | Канада        | Филадельфия 76                                                                                | Айова Стэйт (4-й курс)              |
| 2     | 55  | Кайл Гай                | АЗ      | США           | Нью-Йорк Никс (из Хьюстона, обменян в Сакраменто)                                             | Виргиния (3-й курс)                 |
| 2     | 56  | Джейлен Хэндс           | РЗ      | США           | Лос-Анджелес Клипперс (из Портленда через Орландо и Детройт, обменян в Бруклин)               | УКЛА (2-й курс)                     |
| 2     | 57  | Джордан Боун            | РЗ      | США           | Нью-Орлеан Пеликанс (из Денвера через Милуоки, обменян в Детройт через Атланту и Филадельфию) | Теннесси (3-й курс)                 |
| 2     | 58  | Мийе Они                | АЗ      | США           | Голден Стэйт Уорриорз (обменян в Юту)                                                         | Йель (3-й курс)                     |
| 2     | 59  | Деван Эрнандес          | ТФ      | США           | Торонто Рэпторс                                                                               | Майами (3-й курс)                   |
| 2     | 60  | Ваня Маринкович         | АЗ      | Сербия        | Сакраменто Кингз (из Милуоки)                                                                 | Партизан (Сербия)                   |

Информация взята с официального вэб-сайта НБА.

## Сделки с участием драфт пиков

### Сделки до драфта
1. ↑  21 июня 2018 года: из «Даллас Маверикс» в «Атланта Хокс»[4]
  - «Атланта» приобрела права драфта на Трея Янга и защищённый выбор в первом раунде 2019 года.
  - «Даллас» приобрёл права драфта на Луку Дончича.
2. ↑  10 июля 2015 года: из «Сакраменто Кингз» в «Филадельфия 76»[5]
  - «Филадельфия» приобрела Ника Стаускаса, Карла Лэндри, Джейсон Томпсон и выбор в первом раунде 2019 года.
  - «Сакраменто» приобрёл права драфта на Артураса Гудайтиса и Луку Митровича.

23 июня 2016 года: из «Филадельфия 76» в «Бостон Селтикс»[6]
  - «Бостон» приобрёл выборы в первом раунде 2017 (№3 - Джейсон Тейтум) и 2019 годов.
  - «Филадельфия» приобрела выбор в первом раунде 2017 года (№1 - Маркелл Фульц).
3. ↑  18 февраля 2016 года: из «Лос-Анджелес Клипперс» в «Мемфис Гриззлис»[8]
  - «Мемфис» приобрёл Лэнса Стивенсона и выбор в первом раунде 2019 года.
  - «Клипперс» приобрёл Джеффа Грина.

23 июня 2016 года: из «Мемфис Гриззлис» в «Бостон Селтикс»[9]
  - «Бостон» приобрёл выбор в первом раунде 2019 года.
  - «Мемфис» приобрёл права драфта на Дейонту Дэвиса и Раде Загораца.
4. ↑  7 февраля 2019 года: из «Хьюстон Рокетс» в «Кливленд Кавальерс» (трёхсторонняя сделка с «Сакраменто Кингз»)[11]
  - «Кливленд» приобрёл Брэндона Найта, Маркеса Крисса, выбор «Хьюстона» в первом раунде 2019 года и во втором раунде 2022 года.
  - «Хьюстон» приобрёл Ника Стаускаса, Уэйда Болдуина IV, Имана Шамперта и выбор «Кливленда» во втором раунде 2021 года.
  - «Сакраменто» приобрёл Алека Бёркса и выбор «Хьюстона» в во втором раунде 2020 года.
5. ↑  7 февраля 2019 года: из «Денвер Наггетс» в «Бруклин Нетс»[12]
  - «Бруклин» приобрёл Даррелла Артура, Кеннета Фарида, защищённый выбор в первом раунде 2019 года и выбор во втором раунде 2020 года.
  - «Денвер» приобрёл Айзея Уайтхеда.
6. ↑  18 июля 2018 года: из «Торонто Рэпторс» в «Сан-Антонио Спёрс»[14]
  - «Сан-Антонио» приобрёл Демара ДеРозана, Якоба Пёлтла и защищённый выбор в первом раунде 2019 года.
  - «Торонто» приобрёл Кавая Леонарда и Дэнни Грина.
7. ↑  27 октября 2014 года: из «Нью-Йорк Никс» в «Филадельфия 76»[16]
  - «Филадельфия» приобрела Трэвиса Аутло и выбор во втором раунде 2019 года.
  - «Нью-Йорк» приобрёл Арнетта Моултри.

7 декабря 2017 года: из «Филадельфия 76» в «Бруклин Нетс»[17]
  - «Бруклин» приобрёл Джалила Окафора, Ника Стаускаса и выбор во втором раунде 2019 года.
  - «Филадельфия» приобрела Тревора Букера.
8. ↑  5 января 2015 года: из «Кливленд Кавальерс» в «Нью-Йорк Никс» (трёхсторонняя сделка с «Оклахома-Сити Тандер»)[18]
  - «Нью-Йорк» приобрёл Лу Амундсона, Алекса Кирка, Лэнса Томаса и выбор «Кливленда» во втором раунде 2019 года.
  - «Кливленд» приобрёл Имана Шамперта, Джей-Ара Смита и защищённый выбор «Оклахома-Сити» в первом раунде 2015 года.
  - «Оклахома-Сити» приобрела Диона Уэйтерса.
9. 1 2  9 июля 2015 года: из «Нью-Йорк Никс» в «Орландо Мэджик»[19]
  - «Орландо» получил денежное возмещение и право на обмен во втором раунде 2019 года между «Нью-Йорком» и «Орландо».
  - «Нью-Йорк» приобрёл Кайла О’Куинна через соглашение о "подписании и продаже".
10. ↑  7 февраля 2019 года: из «Орландо Мэджик» в «Филадельфия 76»[20]
  - «Филадельфия» приобрела Джонатона Симмонса, выбор в первом раунде 2020 года и во втором 2019 года.
  - «Орландо» приобрёл Маркелла Фульца.
11. ↑  7 июля 2016 года: из «Чикаго Буллз» в «Лос-Анджелес Лейкерс»[21]
  - «Лейкерс» приобрёл Хосе Кальдерона и два будущих выбора во втором раунде.
  - «Чикаго» приобрёл права драфта на Атера Маджока.

6 июля 2018 года: из «Лос-Анджелес Лейкерс» в «Филадельфия 76»[22]
  - «Филадельфия» получила денежное возмещение и выбор во втором раунде 2019 года.
  - «Лейкерс» приобрёл Исаака Бонгу.
12. ↑  26 июня 2015 года: из «Вашингтон Уизардс» в «Атланта Хокс» (трёхсторонняя сделка с «Нью-Йорк Никс»)[23]
  - «Атланта» приобрела Тима Хардуэя, мл., права на выбор во втором раунде 2016 года и выбор во втором раунде 2019 года.
  - «Вашингтон» приобрёл права драфта на Келли Обри, мл.
  - «Нью-Йорк» приобрёл права драфта на Джериана Гранта.

6 июля 2017 года: из «Атланта Хокс» в «Денвер Наггетс» (трёхсторонняя сделка с «Лос-Анджелес Клипперс»)[24]
  - «Денвер» приобрёл выбор во втором раунде 2019 года.
  - «Атланта» приобрела Джамала Кроуфорда, Даймонда Стоуна и защищённый выбор «Клипперс» в первом раунде 2018 года.
  - «Клипперс» приобрёл Данило Галлинари.

21 июля 2018 года: из «Денвер Наггетс» в «Орландо Мэджик»[25]
  - «Орландо» приобрёл права драфта на Джастина Джексона и выбор во втором раунде 2019 года.
  - «Денвер» приобрёл права драфта на Джарреда Вандербилта.

7 июля 2018 года: из «Орландо Мэджик» в «Шарлотт Хорнетс» (трёхсторонняя сделка с «Чикаго Буллз»)[26]
  - «Шарлотт» приобрёл Бисмака Бийомбо и выборы во втором раунде 2019 и 2020 годов.
  - «Орландо» приобрёл Тимофея Мозгова и Джериана Гранта.
  - «Чикаго» приобрёл Джулиана Стоуна.
13. ↑  3 января 2019 года: из «Мемфис Гриззлис» в «Чикаго Буллз»[27]
  - «Чикаго» приобрёл МарШона Брукса, Уэйна Селдена, мл. и выборы во втором раунде 2019 и 2020 годов.
  - «Мемфис» приобрёл Джастина Холидея.
14. ↑  25 июня 2015 года: из «Миннесота Тимбервулвз» в «Кливленд Кавальерс»[29]
  - «Кливленд» приобрёл права драфта на Джеди Османа и Ракима Кристмаса, и выбор во втором раунде 2019 года.
  - «Миннесота» приобрела права драфта на Тайса Джонса.

27 июля 2015 года: из «Кливленд Кавальерс» в «Портленд Трэйл Блэйзерс»[30]
  - «Портленд» приобрёл Брендана Хэйвуда, Майка Миллера, более благоприятный выбор во втором раунде 2019 года между «Миннесотой» и «Лейкерс» и выбор во втором раунде 2020 года.
  - «Кливленд» получил денежное возмещение.

21 июня 2018 года: из «Портленд Трэйл Блэйзерс» в «Сакраменто Кингз»[31]
  - «Сакраменто» приобрёл более благоприятный выбор во втором раунде 2019 года между «Миннесотой» и «Лейкерс» и выбор во втором раунде 2020 года.
  - «Портленд» приобрёл права драфта на Гэри Трента, мл.
15. ↑  8 июля 2015 года: из «Лос-Анджелес Лейкерс» в «Индиана Пэйсерс»[32]
  - «Индиана» приобрела выбор во втором раунде 2019 года.
  - «Лейкерс» приобрёл Роя Хибберта.

23 июля 2015 года: из «Индиана Пэйсерс» в «Кливленд Кавальерс»[33]
  - «Кливленд» приобрёл выбор во втором раунде 2019 года.
  - «Индиана» приобрела Ракима Кристмаса.

14 октября 2017 года: из «Кливленд Кавальерс» в «Атланта Хокс»[34]
  - «Атланта» приобрела Ричарда Джефферсона, Кея Фелдера, менее благоприятный выбор во втором раунде 2019 года между «Миннесотой» и «Лейкерс», защищённый выбор во втором раунде 2020 года и денежное возмещение.
  - «Кливленд» приобрёл права драфта на Димитриоса Аграваниса и Сергея Гладыра.

20 июня 2019 года: из «Атланта Хокс» в «Голден Стэйт Уорриорз»[35]
  - «Голден Стэйт» приобрёл выбор во втором раунде 2019 года.
  - «Атланта» приобрела выбор во втором раунде 2024 года и денежное возмещение.
16. 1 2  12 июля 2013 года: в «Сакраменто Кингз» в «Милуоки Бакс»[36][37]
  - «Милуоки» приобрёл выбор во втором раунде 2016 года и право поменять выбор во втором раунде 2019 года между «Сакраменто» и «Милуоки».
  - «Сакраменто» приобрёл Люка Мба-а-Муте.
17. ↑  30 июня 2014 года: из «Милуоки Бакс» в «Бруклин Нетс»[38]
  - «Бруклин» приобрёл выборы во втором раунде 2015 и 2019 годов.
  - «Милуоки» приобрёл права на подписание Джейсона Кидда в качестве главного тренера.

24 октября 2014 года: из «Бруклин Нетс» в «Филадельфия 76»[39]
  - «Филадельфия» приобрела Маркиза Тига и выбор во втором раунде 2019 года.
  - «Бруклин» приобрёл Каспера Уэйра.
18. ↑  27 июня 2014 года: из «Майами Хит» в «Шарлотт Хорнетс»[41]
  - «Шарлотт» приобрёл права драфта на Пи-Джея Хэйрстона и Семая Кристона, выбор во втором раунде 2019 года и денежное возмещение.
  - «Майами» приобрёл права драфта на Шабазза Напьера.

10 февраля 2015 года: из «Шарлотт Хорнетс» в «Миннесота Тимбервулвз»[42]
  - «Миннесота» приобрела Гэри Нила выбор во втором раунде 2019 года.
  - «Шарлотт» приобрёл Мо Уильямса и Троя Дэниэлса.
19. ↑  22 июня 2018 года: из «Шарлотт Хорнетс» в «Атланта Хокс»[43]
  - «Атланта» приобрела выборы во втором раунде 2019 и 2023 годов.
  - «Шарлотт» приобрёл права драфта на Девонте' Грэма.

19 июня 2019 года: в «Атланта Хокс» из «Майами Хит»[44]
  - «Майами» приобрёл выбор во втором раунде 2019 года.
  - «Атланта» приобрела выбор во втором раунде 2024 года и денежное возмещение.
20. ↑  19 февраля 2015 года: из «Детройт Пистонс» в «Оклахома-Сити Тандер» (трёхсторонняя сделка с «Юта Джаз»)[46]
  - «Оклахома-Сити» приобрёл Ди-Джея Огастина, Кайла Синглера и выбор во втором раунде 2019 года.
  - «Детройт» приобрёл Реджи Джексона.
  - «Юта» приобрела выбор во втором раунде 2017 года.

14 июля 2015 года: из «Оклахома-Сити Тандер» в «Бостон Селтикс»[47]
  - «Бостон» приобрёл Перри Джонса III, выбор во втором раунде 2019 года и денежное возмещение.
  - «Оклахома-Сити» приобрёл выбор во втором раунде 2018 года.

7 июля 2017 года: из «Бостон Селтикс» в «Детройт Пистонс»[48]
  - «Детройт» приобрёл Эйвери Брэдли и выбор во втором раунде 2019 года.
  - «Бостон» приобрёл Маркуса Морриса.
21. ↑  26 июня 2015 года: из «Бруклин Нетс» в «Шарлотт Хорнетс»[49]
  - «Шарлотт» приобрёл выборы во втором раунде 2018 и 2019 годов и денежное возмещение.
  - «Бруклин» приобрёл права драфта на Хуана Пабло Воле.

16 февраля 2016 года: из «Шарлотт Хорнетс» в «Мемфис Гриззлис» (трёхсторонняя сделка с «Майами Хит»)[50]
  - «Мемфис» приобрёл Пи-Джея Хэйрстона, Криса Андерсена, выборы «Шарлотт» во втором раунде 2018 и 2019 годов и два выбора «Майами» во втором раунде.
  - «Шарлотт» приобрёл Кортни Ли и денежное возмещение.
  - «Майами» приобрёл Брайана Робертса.

23 июня 2017 года: из «Мемфис Гриззлис» в «Орландо Мэджик»[51]
  - «Орландо» приобрёл выбор во втором раунде 2019 года.
  - «Мемфис» приобрёл права драфта на Айвана Рабба.
22. ↑  14 июля 2017 года: из «Нью-Йорк Никс» в «Сакраменто Кингз»[53]
  - «Сакраменто» приобрёл выбор во втором раунде 2019 года и денежное возмещение.
  - «Нью-Йорк» приобрёл права на подписание Скотта Перри в качестве генерального директора.
23. ↑  6 июля 2018 года: из «Оклахома-Сити Тандер» в «Шарлотт Хорнетс»[56]
  - «Шарлотт» приобрёл выбор во втором раунде 2019 года и денежное возмещение.
  - «Оклахома-Сити» приобрёл права драфта на Хамиду Диалло.
24. ↑  19 февраля 2015 года: из «Хьюстон Рокетс» в «Нью-Йорк Никс»[57]
  - «Нью-Йорк» приобрёл Алексея Шведа, выборы во втором раунде 2017 и 2019 годов.
  - «Хьюстон» приобрёл Пабло Приджиони.
25. ↑  23 июня 2016 года: из «Портленд Трэйл Блэйзерс» в «Орландо Мэджик»[58]
  - «Орландо» приобрёл выбор во втором раунде 2019 года и денежное возмещение.
  - «Портленд» приобрёл права драфта на Джейка Леймана.

29 июня 2016 года: из «Орландо Мэджик» в «Детройт Пистонс»[59]
  - «Детройт» приобрёл условный выбор во втором раунде 2019 года.
  - «Орландо» приобрёл Джоди Микса.

29 января 2018 года: из «Детройт Пистонс» в «Лос-Анджелес Клипперс»[60]
  - «Клипперс» приобрёл Тобиаса Харриса, Эйвери Брэдли, Бобана Марьяновича, защищённый выбор в первом раунде 2018 года и выбор во втором раунде 2019 года.
  - «Детройт» приобрёл Блэйка Гриффина, Брайса Джонсона и Уилли Рида.
26. ↑  23 февраля 2017 года: из «Денвер Наггетс» в «Милуоки Бакс»[61]
  - «Милуоки» приобрёл защищённый выбор во втором раунде 2019 года.
  - «Денвер» приобрёл Роя Хибберта.

7 февраля 2019 года: из «Милуоки Бакс» в «Нью-Орлеан Пеликанс» (трёхсторонняя сделка с «Детройт Пистонс»)[62]
  - «Нью-Орлеан» приобрёл Стэнли Джонсона, Джейсона Смита и четыре будущих выбора во втором раунде.
  - «Милуоки» приобрёл Николу Миротича.
  - «Детройт» приобрёл Тона Мейкера.

### Сделки во время драфта
1. ↑  15 июня 2019 года (стало официальным 6 июля): из «Лос-Анджелес Лейкерс» в «Нью-Орлеан Пеликанс»[3]
  - «Лейкерс» приобрёл Энтони Дэвиса.

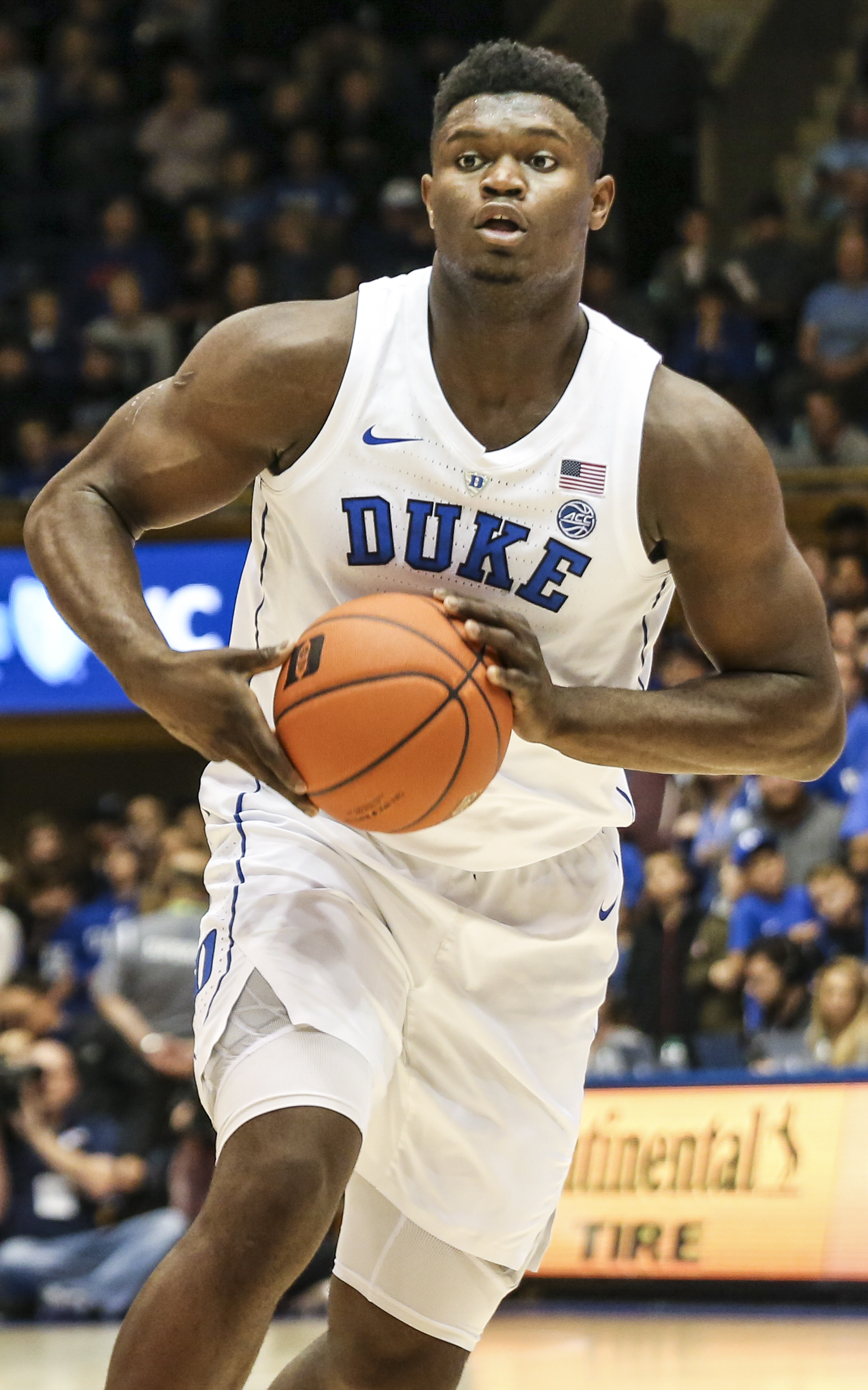
Зайон Уильямсон был выбран под 1-м номером «Нью-Орлеан Пеликанс». Он — один из трёх игроков Дьюка, выбранных под лотерейными пиками.

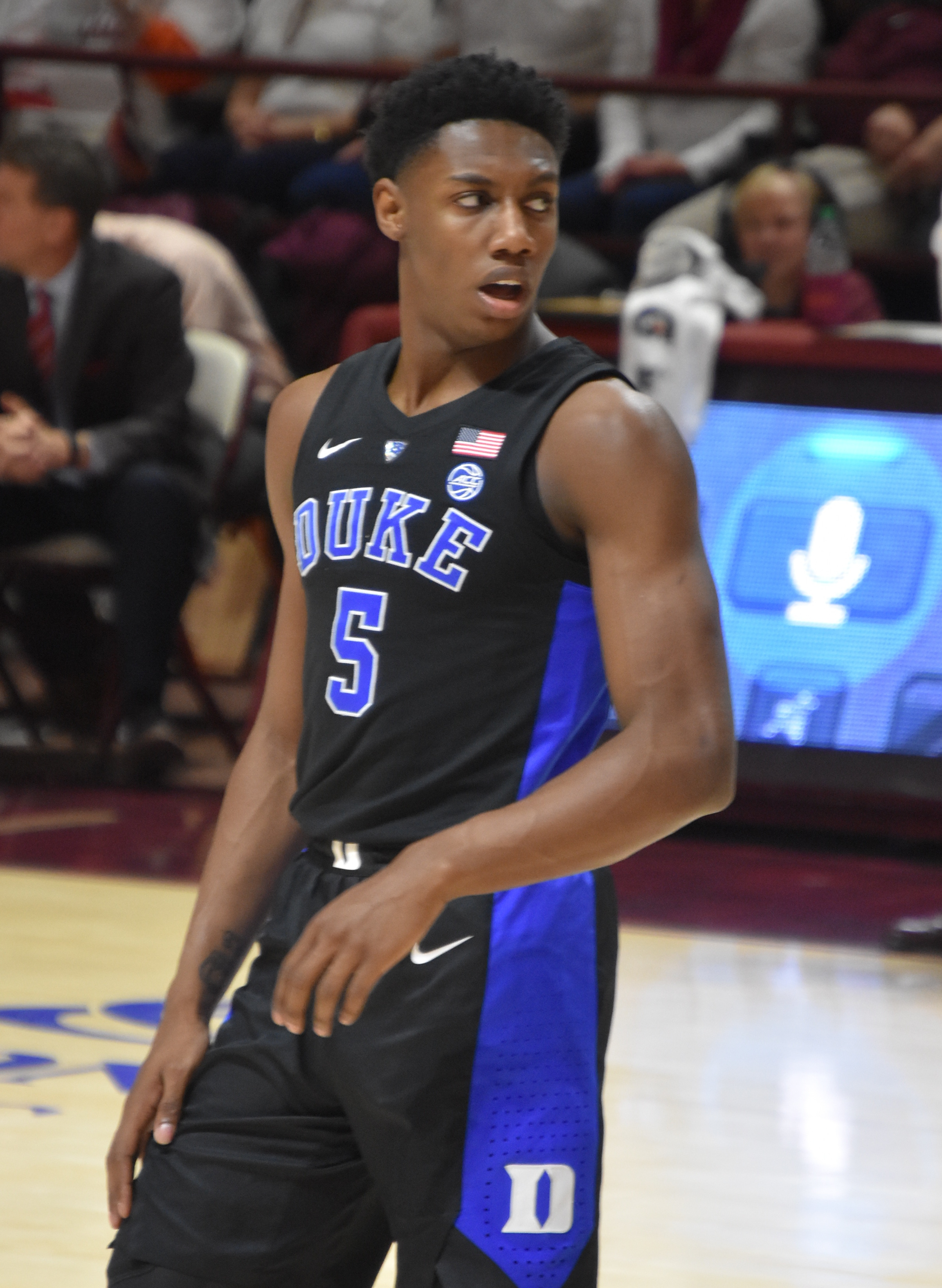
Ар Джей Барретт, ещё один игрок Дьюка был выбран под 3-м номером «Нью-Йорк Никс».

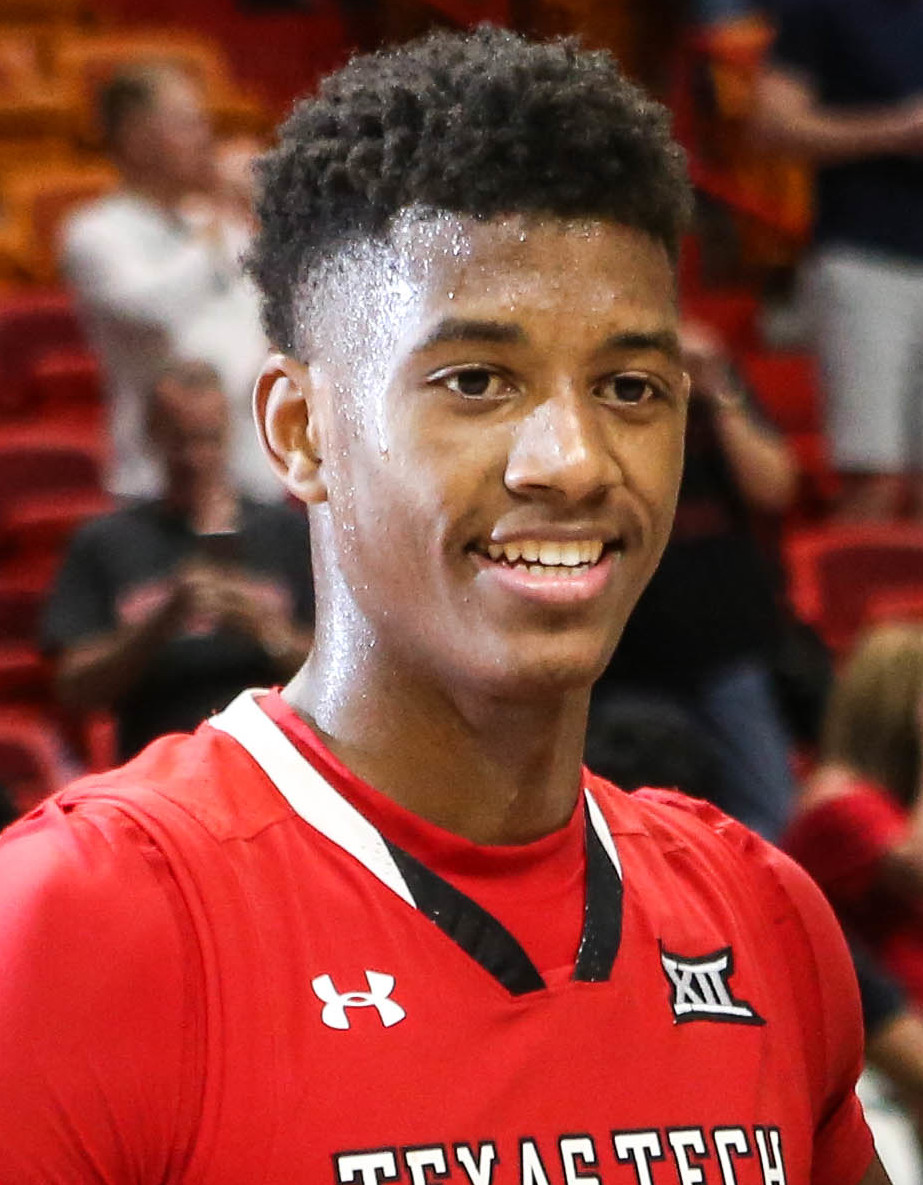
Джарретт Калвер был выбран под 6-м номером «Финикс Санз» и обменян в «Миннесоту Тимбервулвз».

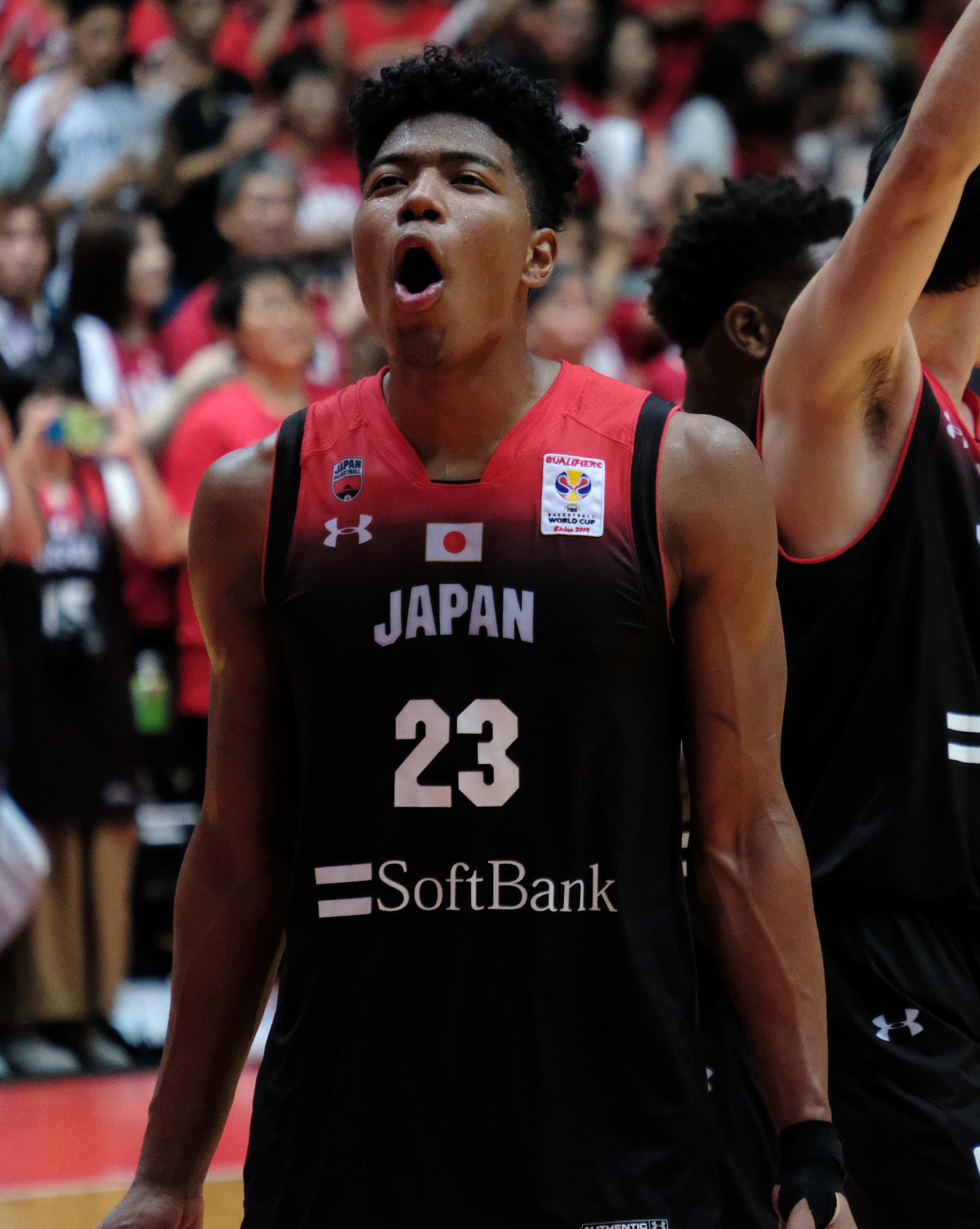
Руй Хатимура был выбран под 9-м номером «Вашингтон Уизардс». Он стал вторым японским игроком, задрафтованным на драфте НБА и первым, выбранным в первом раунде

  - «Нью-Орлеан» приобрёл Брэндона Ингрэма, Лонзо Болла, Джоша Харта, выборы в первом раунде 2019 и 2024 годов, защищённый выбор первого раунда 2021 года и возможность обменять выбор первого раунда 2023 года.
2. ↑  6 июня 2019 года (стало официальным 6 июля): из «Бруклин Нетс» в «Атланта Хокс»[7]
  - «Атланта» приобрела Аллена Крэбба, выбор в первом раунде 2019 года и защищённый выбор в первом раунде 2020 года.
  - «Бруклин» приобрёл Торина Принса и выбор во втором раунде 2021 года.
3. 1 2 3  20 июня 2019 года: из «Бостон Селтикс» в «Филадельфия 76[10]
  - «Филадельфия» приобрела выбор «Бостона» в первом раунде (№20 - Матисс Тибюль).
  - «Бостон» приобрёл приобрела выборы «Филадельфии» в первом и втором раундах (№24 - Тай Джером и №33 - Карсен Эдвардс).
4. 1 2  20 июня 2019 года: из «Бруклин Нетс» в «Лос-Анджелес Клипперс»[13]
  - «Клипперс» приобрёл выбор «Хьюстона» в первом раунде (№27 - Мфионду Кабенгеле).
  - «Бруклин» приобрёл выбор «Клипперс» во втором раунде (№56 - Джейлен Хэндс) и выбор в первом раунде 2020 года.
5. ↑  20 июля 2019 года: из «Милуоки Бакс» в «Детройт Пистонс»[15]
  - «Детройт» приобрёл Тони Снелла и выбор «Милуоки» в первом раунде (№30 - Кевин Портер, мл.).
  - «Милуоки» приобрёл Джона Луера.
6. ↑  20 июня 2019 года: из «Нью-Орлеан Пеликанс» в «Голден Стэйт Уорриорз»[28]
  - «Голден Стэйт» приобрёл выбор «Нью-Орлеана» во втором раунде (№39 - Ален Смаилагич).
  - «Нью-Орлеан» приобрёл защищённый выбор во втором раунде 2021 года, выбор во втором раунде 2023 года и денежное возмещение.
7. ↑  20 июня 2019 года: из «Филадельфия 76» в «Вашингтон Уизардс»[40]
  - «Вашингтон» приобрёл Джонатона Симмонса и выбор «Филадельфии» во втором раунде (№42 - Адмирал Скофилд).
  - «Филадельфия» получила денежное возмещение.
8. ↑  20 июня 2019 года: из «Майами Хит» в «Денвер Наггетс»[45]
  - «Денвер» приобрёл право выбора «Майами» во втором раунде (№44 - Бол Бол).
  - «Майами» приобрёл будущий выбор во втором раунде и денежное возмещение.
9. ↑  20 июня 2019 года: из «Орландо Мэджик» в «Лос-Анджелес Лейкерс»[52]
  - «Лейкерс» приобрёл выбор «Орландо» во втором раунде (№46 - Тэйлен Хортон-Такер)
  - «Орландо» приобрёл выбор во втором раунде 2020 года и денежное возмещение.
10. 1 2  21 июня 2019 года: из «Сакраменто Кингз» в «Нью-Йорк Никс»[54]
  - «Нью-Йорк» приобрёл выбор «Сакраменто» во втором раунде (№47 - Игнас Браздейкис).
  - «Сакраменто» приобрёл выбор «Нью-Йорка» во втором раунде (№55 - Кайл Гай) и денежное возмещение.
11. ↑  20 июня 2019 года: из «Индиана Пэйсерс» в «Юта Джаз»[55]
  - «Юта» приобрела выбор «Индиана» во втором раунде (№50 - Джаррелл Брэнтли).
  - «Индиана» приобрела выбор во втором раунде 2021 года и денежное возмещение.
12. ↑  20 июня 2019 года: из «Голден Стэйт Уорриорз» в «Юта Джаз»[63]
  - «Юта» приобрела выбор «Голден Стэйт» во втором раунде (№58 - Мийе Они).
  - «Голден Стэйт» получил денежное возмещение.

## Комментарий
1. ↑  Указывается сборная, за которую выступает игрок или его национальность. Если игрок не выступал на международном уровне, то указывается сборная, которую игрок имеет право представлять в соответствии с правилами ФИБА.
2. ↑  Родился в Великобритании в семье военных ВМС США, дислоцированной в Лондоне. По британскому законодательству тогда и сейчас он не получил британское гражданство.
3. ↑  Родился в Судане, но участвовал в программе сборной США.

## Драфт лотерея
НБА ежегодно проводит лотерею перед драфтом, чтобы определить порядок выбора на драфте командами, которые не попали в плей-офф в предыдущем сезоне. Каждая команда, которая не попала в плей-офф, имеет шанс выиграть один из трёх первых выборов, однако клубы, показавшие наихудшее соотношение побед к поражениям в прошлом сезоне имеют большие шансы на это. После того, как будут определены первые три выбора, остальные команды будут отсортированы согласно их результатам в предыдущем сезоне. В таблице представлены шансы команд, не попавших в плей-офф, получить номера посева от 1 до 14.
Лотерея драфта была проведена 14 мая 2019 года. «Нью-Орлеан Пеликанс» получил право выбирать на драфте первым. Второй пик достался «Мемфис Гриззлис». Третий пик драфта оказался у «Нью-Йорк Никс».
| Команда               | Результат в сезоне | Шанс лотереи | Выбор | Выбор | Выбор | Выбор | Выбор | Выбор | Выбор | Выбор | Выбор | Выбор | Выбор | Выбор | Выбор | Выбор |
| Команда               | Результат в сезоне | Шанс лотереи | 1     | 2     | 3     | 4     | 5     | 6     | 7     | 8     | 9     | 10    | 11    | 12    | 13    | 14    |
| --------------------- | ------------------ | ------------ | ----- | ----- | ----- | ----- | ----- | ----- | ----- | ----- | ----- | ----- | ----- | ----- | ----- | ----- |
| Нью-Йорк Никс         | 17-65              | 140          | .140  | .134  | .127  | .119  | .479  | —     | —     | —     | —     | —     | —     | —     | —     | —     |
| Кливленд Кавальерс    | 19-63              | 140          | .140  | .134  | .127  | .119  | .278  | .200  | —     | —     | —     | —     | —     | —     | —     | —     |
| Финикс Санз           | 19-63              | 140          | .140  | .134  | .127  | .119  | .148  | .260  | .071  | —     | —     | —     | —     | —     | —     | —     |
| Чикаго Буллз          | 22-60              | 125          | .125  | .122  | .119  | .114  | .072  | .257  | .168  | .022  | —     | —     | —     | —     | —     | —     |
| Атланта Хокс          | 29-53              | 105          | .105  | .105  | .105  | .105  | .022  | .196  | .267  | .088  | .006  | —     | —     | —     | —     | —     |
| Вашингтон Уизардс     | 32-50              | 90           | .090  | .092  | .094  | .096  | —     | .086  | .296  | .206  | .038  | .002  | —     | —     | —     | —     |
| Нью-Орлеан Пеликанс   | 33-49              | 60           | .060  | .063  | .067  | .072  | —     | —     | .197  | .372  | .151  | .016  | .000  | —     | —     | —     |
| Мемфис Гриззлис1      | 33-49              | 60           | .060  | .063  | .067  | .072  | —     | —     | —     | .312  | .341  | .080  | .005  | .000  | —     | —     |
| Даллас Маверикс2      | 33-49              | 60           | .060  | .063  | .067  | .072  | —     | —     | —     | —     | .464  | .243  | .029  | .001  | .000  | —     |
| Миннесота Тимбервулвз | 36-46              | 30           | .030  | .033  | .036  | .040  | —     | —     | —     | —     | —     | .659  | .190  | .012  | .000  | .000  |
| Лос-Анджелес Лейкерс  | 37-45              | 20           | .020  | .022  | .024  | .028  | —     | —     | —     | —     | —     | —     | .776  | .126  | .004  | .000  |
| Шарлотт Хорнетс       | 39-43              | 10           | .010  | .011  | .012  | .014  | —     | —     | —     | —     | —     | —     | —     | .861  | .090  | .002  |
| Майами Хит            | 39-43              | 10           | .010  | .011  | .012  | .014  | —     | —     | —     | —     | —     | —     | —     | —     | .906  | .046  |
| Сакраменто Кингз3     | 39-43              | 10           | .010  | .011  | .012  | .014  | —     | —     | —     | —     | —     | —     | —     | —     | —     | .952  |

1 Так как «Мемфис Гриззлис» получили 2-й пик, он не отправился в «Бостон Селтикс» в этом году.

2 Так как пик «Даллас Маверикс» оказался вне топ-5, он отправился в «Атланта Хоукс» в этом году.

3 Так как «Сакраменто Кингз» получили 14-й пик, он отправился в «Бостон Селтикс».